# Mokulēia
Mokulēʻia est une zone de recensement (census-designated place ou CDP) située sur Oahu, dans le comté d'Honolulu, dans l'État d'Hawaï, aux États-Unis. Sa population s'élève à 1 811 habitants en 2010.

## Toponymie
En hawaïen, Mokulēʻia signifie « localité d'abondance ».

## Géographie
|  |           |         |
|  | Mokulēʻia | Waialua |
|  |           |         |

Située sur la côte nord de l'île d'Oʻahu, Mokulēʻia se trouve aux coordonnées 21° 34′ 38″ N, 158° 09′ 32″ O, à une altitude d'environ 5 mètres. D'après le Bureau du recensement des États-Unis, la CDP s'étend sur un territoire de 7 km2, constitué de 3,8 km2 de terre ferme et de 3,2 km2 (soit 45,86 %) d'eau.
Mokulēʻia se trouve à proximité de la Farrington Highway (en) ; la localité est traversée par la Hawaii State Route 82, dénommée « Waialua Beach Road ».

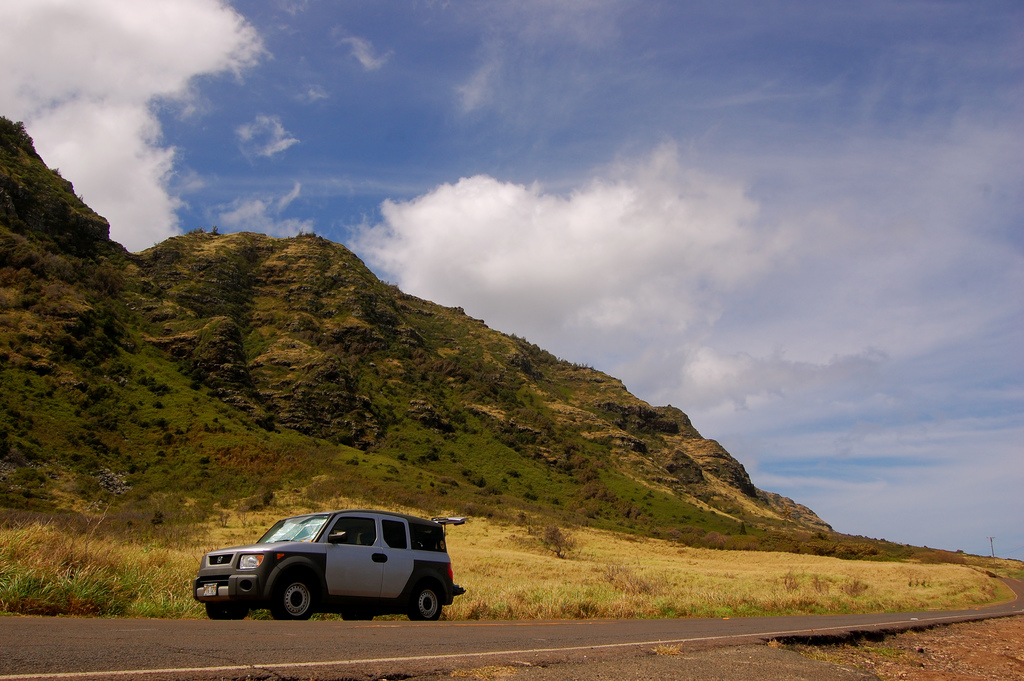
Mokuleia, Hawaii

## Démographie
| 1990  | 2000  | 2010  | - | - | - |
| ----- | ----- | ----- | - | - | - |
| 1 776 | 1 843 | 1 811 | - | - | - |

## Politique et administration
Mokulēʻia est rattachée au district de Waialua.

## Lieux touristiques et points d'intérêt
- Plage de Mokulēʻia ;
- Terrain de polo de Mokulēʻia ;
- Aérodrome Dillingham (en), situé à l'ouest de la ville ;
- À l'extrémité ouest de la Farrington Highway débute le sentier menant à Kaʻena Point (en), le point le plus à l'ouest sur l'île d'Oʻahu.